# سد لوس ریونوس
سد لوس ریونوس (به اسپانیایی: Represa de Los Reyunos) یک سد خاکی و نیروگاه برقابی در آرژانتین است که در استان مندوسا واقع شده‌است.